# Őrült szenvedély
Az Őrült szenvedély (Obsessed) egy 2009-ben bemutatott amerikai thriller. A filmet Steve Hill rendezte, a forgatókönyvet David Loughery írta. Forgatására 2008 nyarán került sor. 
Az amerikai mozik 2009. április 24-én kezdték vetíteni, míg az Egyesült Királyságban május 29-én volt a bemutató. 

## Történet
|  | Alább a cselekmény részletei következnek! |

Derek Charles (Idris Elba) a Gage Bendix cég alelnöke, akit nemrégiben főnöke (Bruce McGill) léptetett elő. Boldog házasságban él feleségével Sharonnal (Beyoncé Knowles) és van egy fiuk Kyle. Azonban az új kolléganő Lisa Sheridan (Ali Larter) szemet vet Derekre. Megpróbálja elcsábítani, de Derek visszautasítja. A nő erőszakossá válik, megszállottan próbálja manipulálni Derek és Sharon házasságát.

## DVD és Blu-Ray kiadás
A film DVD-n amerikában 2009. augusztus 4-én jelent meg.

## Szereplők
| Színész                  | Szerep                 |
| ------------------------ | ---------------------- |
| Idris Elba               | Derek Charles          |
| Beyoncé Knowles          | Sharon Charles         |
| Ali Larter               | Lisa Sheridan          |
| Jerry O’Connell          | Ben                    |
| Christine Lahti          | Detective Monica Reese |
| Scout Taylor-Compton     | Samantha               |
| Bruce McGill             | Joe Gage               |
| Ron Roggé                | Roger                  |
| Richard Ruccolo          | Hank                   |
| Matthew Humphreys        | Patrick                |
| Nathan and Nicolas Myers | Kyle Charles           |

## Külső hivatkozások
- A film a Port.hu-n